# Alypia (dotter till Anthemius)
Alypia, död efter 472, var en västromersk prinsessa. Hon var dotter till kejsar Anthemius och Marcia Euphemia. 
Hon var gift med Ricimer. Hon bar möjligen titeln Augusta under sin fars regeringstid, och finns avbildad i offentlig representation och på mynt. 